# ТЕЦ Мінас
0°44′44″ пн. ш. 101°27′50″ сх. д. / 0.74556° пн. ш. 101.46389° сх. д.
ТЕЦ Мінас — теплова електростанція на індонезійському острові Суматра.
У 1980-х роках компанія Caltex Pacific Indonesia (дочірня структура енергетичного гіганту Chevron) розгорнула у центральній частині Суматри масштабний проект із розробки покладів важкої нафти, для збільшення текучості якої застосували розігрівання парою. Останню могли виробляти як спеціальними парогенераторами, так і за допомогою теплоелектроцентралей, котрі також забезпечували потреби промислів у електроенергії.
Головним родовищем проекту було Дурі (тут звели ТЕЦ Дурі, ТЕЦ Дурі-Центр, ТЕЦ Дурі-Північ), проте він також охопив родовище Мінас. На останньому спорудили власну теплоелектроцентраль, яка у підсумку отримала 11 газових турбін сукупною потужністю 224 МВт:
- 5 турбін потужністю по 13 МВт;
- 3 турбіни General Electric типу MS5001PA з показниками по 20 МВт;
- 3 турбіни General Electric типу MS6001B потужністю по 33 МВт (перша з них стала до ладу в 1994 році).
Відпрацьовані турбінами гази потрапляють до котлів-утилізаторів, які виробляють необхідну для виробничого процесу пару.
Як засвідчують дані геоінформаційних систем, станом на початок 2020-х на майданчику станції все так же знаходилось 11 газотурбінних комплектів. Втім, фактична потужність об'єкту складала значно менше від зазначеного вище максимального показника — в 2021 році сукупний показник ТЕЦ Мінас та ТЕЦ Дурі-Центр (номінал 100 МВт) рахували лише як 130 МВт (можливо відзначити, що наразі основний внесок у забезпечення промислів робить введена останньою ТЕЦ Дурі-Північ).
Наразі ТЕЦ Мінас використовує природний газ, який подали до регіону в 1998 році за допомогою трубопроводу Гріссік – Дурі.
В 2021 році із завершенням терміну дії концесії, укладеної з іноземним інвестором, управління станцією перейшло до індонезійської державної нафтогазової корпорації PT Pertamina.